# Едмонтон (Кентуккі)
Едмонтон (англ. Edmonton) — місто (англ. city) в США, в окрузі Меткаф штату Кентуккі. Населення — 1671 особа (2020).

## Географія
Едмонтон розташований за координатами 36°59′4″ пн. ш. 85°37′15″ зх. д. / 36.98444° пн. ш. 85.62083° зх. д. (36.984471, -85.620843).  За даними Бюро перепису населення США в 2010 році місто мало площу 8,82 км², з яких 8,72 км² — суходіл та 0,10 км² — водойми.

## Демографія
Згідно з переписом 2010 року, у місті мешкало 1595 осіб у 706 домогосподарствах у складі 392 родин. Густота населення становила 181 особа/км².  Було 813 помешкання (92/км²).
Расовий склад населення:
| - 96,2 % — білих - 1,8 % — чорних або афроамериканців - 0,4 % — корінних американців - 0,2 % — азіатів |

До двох чи більше рас належало 0,8 %. Частка іспаномовних становила 1,3 % від усіх жителів.
За віковим діапазоном населення розподілялося таким чином: 19,7 % — особи молодші 18 років, 58,2 % — особи у віці 18—64 років, 22,1 % — особи у віці 65 років та старші. Медіана віку мешканця становила 45,3 року. На 100 осіб жіночої статі у місті припадало 81,2 чоловіків;  на 100 жінок у віці від 18 років та старших — 78,0 чоловіків також старших 18 років.
Середній дохід на одне домашнє господарство  становив 35 718 доларів США (медіана — 21 649), а середній дохід на одну сім'ю — 46 386 доларів (медіана — 37 857). Медіана доходів становила 30 964 долари для чоловіків та 24 904 долари для жінок. За межею бідності перебувало 29,7 % осіб, у тому числі 44,7 % дітей у віці до 18 років та 14,5 % осіб у віці 65 років та старших.
Цивільне працевлаштоване населення становило 633 особи. Основні галузі зайнятості: виробництво — 34,9 %, освіта, охорона здоров'я та соціальна допомога — 19,6 %, роздрібна торгівля — 16,3 %.